# Olympische Winterspiele 2022/Teilnehmer (ROC)
| Gelbes Symbol für Goldmedaillen mit stilisierten Olympischen Ringen | Graues Symbol für Silbermedaillen mit stilisierten Olympischen Ringen | Braundes Symbol für Bronzemedaillen mit stilisierten Olympischen Ringen |
| ------------------------------------------------------------------- | --------------------------------------------------------------------- | ----------------------------------------------------------------------- |
| 5                                                                   | 12                                                                    | 15                                                                      |

Unter dem Teamnamen ROC (Russisches Olympisches Komitee) nahm die russische Delegation an den Olympischen Winterspielen 2022 in Peking mit 216 Athleten, davon 108 Männer und 108 Frauen, in allen 15 Sportarten teil.
Am 9. Dezember 2019 gab die WADA bekannt, dass Russland wegen manipulierter Daten aus dem Moskauer Labor für vier Jahre von Olympischen Spielen und Weltmeisterschaften ausgeschlossen werde. Das IOC gab im Februar 2021 bekannt, dass die russischen Athleten bei den Olympischen Sommerspielen 2020 sowie bei den Winterspielen 2022 unter dem Teamnamen ROC (für „Russian Olympic Committee“) starten. Bei den Spielen in Peking zeigt die ROC-Teamflagge eine olympische Flamme in Form von weißen, blauen und roten Streifen und die fünf olympischen Ringe. Als Ersatz für die Nationalhymne wünschte sich die russische Delegation das Volkslied Katjuscha, was vom Sportgerichtshof jedoch abgelehnt wurde. Stattdessen wurde ein Teil von Tschaikowskis 1. Klavierkonzert anstelle der Nationalhymne gespielt.
Bereits bei den Olympischen Winterspielen 2018 in Pyeongchang durften Athleten aus Russland nur unter neutraler Fahne an den Start gehen, wenn sie belegen konnten, dass sie keine Dopingmittel zu sich genommen hatten.

## Medaillen

### Medaillenspiegel
| Rang   | Sportart         | Gold | Silber | Bronze | Gesamt |
| ------ | ---------------- | ---- | ------ | ------ | ------ |
| 1      | Skilanglauf      | 4    | 4      | 3      | 11     |
| 2      | Eiskunstlauf     | 1    | 3      | 2      | 6      |
| 3      | Biathlon         | —    | 1      | 3      | 4      |
| 4      | Eisschnelllauf   | —    | 1      | 1      | 2      |
| 4      | Shorttrack       | —    | 1      | 1      | 2      |
| 6      | Eishockey        | —    | 1      | —      | 1      |
| 6      | Skispringen      | —    | 1      | —      | 1      |
| 8      | Freestyle-Skiing | —    | —      | 3      | 3      |
| 9      | Rennrodeln       | —    | —      | 1      | 1      |
| 9      | Snowboard        | —    | —      | 1      | 1      |
| Gesamt | Gesamt           | 5    | 12     | 15     | 32     |

### Medaillengewinner
| Name/n | Sportart         | Wettkampf                      |
| --- | ---------------- | ------------------------------ |
| Gold |                  |                                |
| Alexander Bolschunow                                                                                         | Skilanglauf      | 30 km Skiathlon                |
| Julija Stupak Natalja Neprjajewa Tatjana Sorina Weronika Stepanowa                                           | Skilanglauf      | 4 × 5-km-Staffel               |
| Alexei Tscherwotkin Alexander Bolschunow Denis Spizow Sergei Ustjugow                                        | Skilanglauf      | 4 × 10-km-Staffel              |
| Anna Schtscherbakowa                                                                                         | Eiskunstlauf     | Einzel                         |
| Alexander Bolschunow                                                                                         | Skilanglauf      | 50 km Freier Stil              |
| Silber |                  |                                |
| Irina Kasakewitsch Kristina Reszowa Swetlana Mironowa Uljana Nigmatullina                                    | Biathlon         | 4 × 6-km-Staffel Frauen        |
| Natalja Neprjajewa                                                                                           | Skilanglauf      | 15 km Skiathlon                |
| Denis Spizow                                                                                                 | Skilanglauf      | 30 km Skiathlon                |
| Irma Machinja Danil Sadrejew Irina Awwakumowa Jewgeni Klimow                                                 | Skispringen      | Normalschanze Mixed-Mannschaft |
| Alexander Bolschunow                                                                                         | Skilanglauf      | 15 km klassisch                |
| Alexandra Trussowa                                                                                           | Eiskunstlauf     | Einzel                         |
| Bronze |                  |                                |
| Mark Kondratjuk Kamila Walijewa Anastassija Mischina Alexander Galljamow Wiktorija Sinizina Nikita Kazalapow | Eiskunstlauf     | Teamwettbewerb                 |
| Eduard Latypow                                                                                               | Biathlon         | Verfolgung Männer              |
| Uljana Nigmatullina Kristina Reszowa Alexander Loginow Eduard Latypow                                        | Biathlon         | 4 × 6-km-Mixed-Staffel         |
| Said Karimulla Chalili Alexander Loginow Maxim Zwetkow Eduard Latypow                                        | Biathlon         | 4 × 6-km-Staffel Frauen        |
| Anastassija Smirnowa                                                                                         | Freestyle-Skiing | Buckelpiste                    |
| Victor Wild                                                                                                  | Snowboard        | Parallel-Riesenslalom          |
| Julija Stupak Natalja Neprjajewa                                                                             | Skilanglauf      | Team-Sprint                    |
| Alexander Terentjew                                                                                          | Skilanglauf      | Einzel-Sprint                  |
| Alexander Bolschunow Alexander Terentjew                                                                     | Skilanglauf      | Team-Sprint                    |
| Tatjana Iwanowa                                                                                              | Rennrodeln       | Einsitzer                      |

## Teilnehmer nach Sportarten

### Biathlon
| Athleten                                                                  | Wettbewerbe         | Zeit        | Fehler         | Rang   |
| ------------------------------------------------------------------------- | ------------------- | ----------- | -------------- | ------ |
| Frauen                                                                    |                     |             |                |        |
| Jewgenija Burtassowa                                                      | 15 km Einzel        | 53:20,3 min | 6 (1+0+2+3)    | 77     |
| Irina Kasakewitsch                                                        | 7,5 km Sprint       | 22:23,7 min | 1 (0+1)        | 20     |
| Irina Kasakewitsch                                                        | 10 km Verfolgung    | 38:25,8 min | 3 (0+0+2+1)    | 23     |
| Irina Kasakewitsch                                                        | 12,5 km Massenstart | 43:34,6 min | 7 (1+3+2+1)    | 20     |
| Swetlana Mironowa                                                         | 7,5 km Sprint       | 23:17,6 min | 3 (0+3)        | 47     |
| Swetlana Mironowa                                                         | 10 km Verfolgung    | 40:25,4 min | 6 (0+0+1+5)    | 41     |
| Swetlana Mironowa                                                         | 15 km Einzel        | 47:59,3 min | 3 (0+1+1+1)    | 23     |
| Uljana Nigmatullina                                                       | 7,5 km Sprint       | 22:11,8 min | 2 (2+0)        | 13     |
| Uljana Nigmatullina                                                       | 10 km Verfolgung    | 37:33,2 min | 3 (0+2+1+0)    | 11     |
| Uljana Nigmatullina                                                       | 12,5 km Massenstart | 43:14,3 min | 6 (2+1+3+0)    | 17     |
| Uljana Nigmatullina                                                       | 15 km Einzel        | 53:42,1 min | 10 (1+2+3+4)   | 78     |
| Kristina Reszowa                                                          | 7,5 km Sprint       | 21:49,3 min | 2 (1+1)        | 6      |
| Kristina Reszowa                                                          | 10 km Verfolgung    | 38:41,6 min | 7 (2+2+1+2)    | 26     |
| Kristina Reszowa                                                          | 12,5 km Massenstart | 41:29,0 min | 6 (2+1+1+2)    | 5      |
| Kristina Reszowa                                                          | 15 km Einzel        | 45:25,8 min | 2 (0+0+2+0)    | 9      |
| Irina Kasakewitsch Kristina Reszowa Swetlana Mironowa Uljana Nigmatullina | 4 × 6-km-Staffel    | 1:11:15,9 h | 1+7 (0+2 1+5)  | Silber |
| Männer                                                                    |                     |             |                |        |
| Said Karimulla Chalili                                                    | 20 km Einzel        | 53:26,5 min | 4 (2+1+0+1)    | 34     |
| Eduard Latypow                                                            | 10 km Sprint        | 25:14,8 min | 3 (2+1)        | 11     |
| Eduard Latypow                                                            | 12,5 km Verfolgung  | 39:42,8 min | 1 (0+0+0+1)    | Bronze |
| Eduard Latypow                                                            | 15 km Massenstart   | 41:35,4 min | 7 (1+3+1+2)    | 19     |
| Eduard Latypow                                                            | 20 km Einzel        | 51:13,1 min | 3 (0+1+1+1)    | 11     |
| Alexander Loginow                                                         | 10 km Sprint        | 26:15,5 min | 4 (2+2)        | 38     |
| Alexander Loginow                                                         | 12,5 km Verfolgung  | 43:44,1 min | 5 (0+1+3+1)    | 27     |
| Alexander Loginow                                                         | 15 km Massenstart   | 41:06,2 min | 7 (2+0+2+3)    | 15     |
| Alexander Loginow                                                         | 20 km Einzel        | 50:27,6 min | 3 (0+1+0+2)    | 10     |
| Daniil Serochwostow                                                       | 10 km Sprint        | 25:38,0 min | 2 (0+2)        | 19     |
| Daniil Serochwostow                                                       | 12,5 km Verfolgung  | 44:34,8 min | 8 (4+2+1+1)    | 39     |
| Maxim Zwetkow                                                             | 10 km Sprint        | 24:41,0 min | 0 (0+0)        | 4      |
| Maxim Zwetkow                                                             | 12,5 km Verfolgung  | 42:56,2 min | 6 (2+3+0+1)    | 17     |
| Maxim Zwetkow                                                             | 15 km Massenstart   | 41:37,7 min | 6 (1+1+2+2)    | 20     |
| Maxim Zwetkow                                                             | 20 km Einzel        | 49:22,3 min | 1 (0+0+0+1)    | 4      |
| Said Karimulla Chalili Alexander Loginow Maxim Zwetkow Eduard Latypow     | 4 × 7,5-km-Staffel  | 1:20:35,5 h | 2+6 (0+0 2+6)  | Bronze |
| Mixed                                                                     |                     |             |                |        |
| Uljana Nigmatullina Kristina Reszowa Alexander Loginow Eduard Latypow     | 4 × 6-km-Staffel    | 1:06:47,1 h | 1+13 (0+4 1+9) | Bronze |

Ursprünglich war Walerija Wasnezowa als vierte Athletin qualifiziert, aufgrund eines positiven Coronatests wurde sie allerdings vor Beginn der Wettkämpfe durch Jewgenija Burtassowa ersetzt. Diese hatte in der laufenden Saison noch kein einziges Weltcuprennen bestritten, war aber durch gute Ergebnisse im zweitklassigen IBU-Cup und bei Europameisterschaften schon vorher als Ersatzstarterin vorgesehen.

### Bob
| Athleten                                                               | Wettbewerb | Lauf 1      | Lauf 1 | Lauf 2      | Lauf 2 | Lauf 3      | Lauf 3 | Lauf 4        | Lauf 4        | Gesamt      | Gesamt |
| Athleten                                                               | Wettbewerb | Zeit        | Rang   | Zeit        | Rang   | Zeit        | Rang   | Zeit          | Rang          | Zeit        | Rang   |
| ---------------------------------------------------------------------- | ---------- | ----------- | ------ | ----------- | ------ | ----------- | ------ | ------------- | ------------- | ----------- | ------ |
| Frauen                                                                 |            |             |        |             |        |             |        |               |               |             |        |
| Nadeschda Sergejewa                                                    | Monobob    | 1:05,45 min | 9      | 1:06,00 min | 13     | 1:05,83 min | 10     | 1:06,31 min   | 11            | 4:23,59 min | 10     |
| Nadeschda Sergejewa Julija Belomestnych                                | Zweierbob  | 1:02,04 min | 16     | 1:01,90 min | 8      | 1:02,34 min | 18     | 1:01,83 min   | 7             | 4:08,11 min | 9      |
| Anastassija Makarowa Jelena Mamedowa                                   | Zweierbob  | 1:01,83 min | 10     | 1:02,29 min | 16     | 1:02,48 min | 20     | 1:02,49 min   | 19            | 4:09,09 min | 19     |
| Männer                                                                 |            |             |        |             |        |             |        |               |               |             |        |
| Rostislaw Gaitjukewitsch Alexei Laptew                                 | Zweierbob  | 59,41 s     | 3      | 59,91 s     | 5      | 59,80 s     | 9      | 1:00,19 min   | 14            | 3:59,31 min | 8      |
| Maxim Andrianow Wladislaw Scharowzew                                   | Zweierbob  | 1:00,24 min | 22     | 1:00,75 min | 26     | 1:00,55 min | 26     | ausgeschieden | ausgeschieden | 3:01,54 min | 25     |
| Rostislaw Gaitjukewitsch Michail Mordassow Pawel Trawkin Alexei Laptew | Viererbob  | 58,54 s     | 4      | 59,24 s     | 8      | 58,81 s     | 7      | 59,56 s       | 14            | 3:56,15 min | 7      |
| Maxim Andrianow Alexei Saizew Wladislaw Scharowzew Dmitri Lopin        | Viererbob  | 58,82 s     | 9      | 59,30 s     | 9      | 59,03 s     | 9      | 59,40 s       | 8             | 3:56,55 min | 8      |

### Curling
| Wettbewerb      | Frauen | Männer |
| --------------- | --- | --- |
| Athleten        | Alina Kowaljowa Julija Portunowa Galina Arsenkina Jekaterina Kusmina Marija Komarowa                                                              | Sergei Gluchow Jewgeni Klimow Dmitri Mironow Anton Kalalb Daniil Gorjatschew                                                                       |
| Vorrunde        | Vereinigte Staaten (3:9) Schweiz (7:8) Südkorea (5:9) Japan (5:10) Kanada (5:11) Dänemark (10:5) China (11:5) Schweden (8:5) Großbritannien (4:9) | Vereinigte Staaten (6:5) China (7:4) Schweiz (3:6) Dänemark (10:2) Italien (10:7) Schweden (5:7) Norwegen (5:12) Kanada (7:6) Großbritannien (6:8) |
| Tie-Breaker     | ausgeschieden | ausgeschieden |
| Halbfinale      | ausgeschieden | ausgeschieden |
| Spiel um Bronze | ausgeschieden | ausgeschieden |
| Finale          | ausgeschieden | ausgeschieden |
| Rang            | 8 | 9 |

### Eishockey
| Wettbewerb    | Frauen | Männer |
| ------------- | --- | --- |
| Athleten      | Marija Batalowa Ljudmila Beljakowa Polina Bolgarewa Oxana Bratischtschewa Jelena Dergatschowa Jekaterina Dobrodejewa Landysch Faljachowa Liana Ganejewa Angelina Gontscharenko Darja Gredsen Fanusa Kadirowa Weronika Korschakowa Wiktorija Kulischowa Polina Lutschnikowa Walerija Merkuschewa Jekaterina Nikolajewa Walerija Pawlowa Marija Petschnikowa Nina Pirogowa Jelena Proworowa Anna Sawonina Anna Schibanowa Anna Schochina Julija Smirnowa Marija Sorokina Olga Sossina Alexandra Wafina | Sergei Andronow Timur Biljalow Iwan Fedotow Stanislaw Galijew Michail Grigorenko Arseni Grizjuk Nikita Gussew Jegor Jakowlew Alexander Jelessin Artur Kajumow Pawel Karnauchow Artjom Minulin Nikita Nesterow Alexander Nikischin Sergei Plotnikow Alexander Samonow Damir Scharipsjanow Wadim Schipatschow Kirill Semjonow Anton Slepyschew Sergei Telegin Wladimir Tkatschow Andrei Tschibissow Wjatscheslaw Woinow Dmitri Woronkow |
| Trainer       | Jewgeni Bobariko | Alexei Schamnow |
| Gruppenphase  | Schweiz 5:2 (2:1, 2:1, 1:0) Vereinigte Staaten 0:5 (0:1, 0:1, 0:3) Kanada 1:6 (0:2, 1:2, 0:2) Finnland 0:5 (0:2, 0:3, 0:0) | Schweiz 1:0 (1:0, 0:0, 0:0) Dänemark 2:0 (0:0, 1:0, 1:0) Tschechien 5:6 n. V. (1:1, 1:2, 3:2, 0:1) |
| Viertelfinale | Schweiz 2:4 (0:0, 1:1, 1:3) | Dänemark 3:1 (1:0, 1:1, 1:0) |
| Halbfinale    | ausgeschieden | Schweden 2:1 n. P. (0:0, 1:0, 0:1, 0:0, 1:0) |
| Finale        | ausgeschieden | Finnland 1:2 (1:0, 0:1, 0:1) |
| Rang          | 5. Platz | Silber |

### Eiskunstlauf
| Athleten | Wettbewerb     | Kurzprogramm/ Rhythmustanz | Kurzprogramm/ Rhythmustanz | Kür/ Kürtanz | Kür/ Kürtanz | Gesamt | Gesamt |
| Athleten | Wettbewerb     | Punkte                     | Rang                       | Punkte       | Rang         | Punkte | Rang   |
| --- | -------------- | -------------------------- | -------------------------- | ------------ | ------------ | ------ | ------ |
| Frauen |                |                            |                            |              |              |        |        |
| Anna Schtscherbakowa                                                                                             | Einzel         | 80,20                      | 2                          | 175,75       | 2            | 255,95 | Gold   |
| Alexandra Trussowa                                                                                               | Einzel         | 74,60                      | 4                          | 177,13       | 1            | 251,73 | Silber |
| Kamila Walijewa                                                                                                  | Einzel         | 82,16                      | 1                          | 141,93       | 5            | 224,09 | 4      |
| Männer |                |                            |                            |              |              |        |        |
| Mark Kondratjuk                                                                                                  | Einzel         | 86,11                      | 15                         | 162,71       | 14           | 248,82 | 15     |
| Andrei Michailowitsch Mosaljow                                                                                   | Einzel         | 77,05                      | 23                         | 156,28       | 18           | 233,33 | 19     |
| Jewgeni Semenenko                                                                                                | Einzel         | 95,76                      | 7                          | 178,37       | 9            | 274,13 | 8      |
| Mixed |                |                            |                            |              |              |        |        |
| Diana Davis Gleb Smolkin                                                                                         | Eistanz        | 71,66                      | 14                         | 108,16       | 14           | 179,82 | 14     |
| Wiktorija Sinizina Nikita Kazalapow                                                                              | Eistanz        | 88,85                      | 2                          | 131,66       | 2            | 220,51 | Silber |
| Alexandra Stepanowa Iwan Bukin                                                                                   | Eistanz        | 84,09                      | 5                          | 120,98       | 8            | 205,07 | 6      |
| Alexandra Boikowa Dmitri Koslowski                                                                               | Paarlauf       | 78,59                      | 4                          | 141,91       | 4            | 220,50 | 4      |
| Anastassija Mischina Alexander Galljamow                                                                         | Paarlauf       | 82,76                      | 3                          | 154,95       | 3            | 237,71 | Bronze |
| Jewgenija Tarassowa Wladimir Morosow                                                                             | Paarlauf       | 84,25                      | 2                          | 155,00       | 2            | 239,25 | Silber |
| Kamila Walijewa Mark Kondratjuk Anastassija Mischina / Alexander Galljamow Wiktorija Sinizina / Nikita Kazalapow | Teamwettbewerb | 36 26                      | 1 3                        | 38 28        | 1 3          | 74 54  | Bronze |

### Eisschnelllauf
| Athleten               | Wettbewerbe  | Zeit         | Rang         |
| ---------------------- | ------------ | ------------ | ------------ |
| Frauen                 |              |              |              |
| Olga Fatkulina         | 500 m        | 37,76 s      | 10           |
| Olga Fatkulina         | 1000 m       | 1:15,87 min  | 13           |
| Angelina Golikowa      | 500 m        | 37,21 s      | Bronze       |
| Angelina Golikowa      | 1000 m       | 1:14,71 min  | 4            |
| Darja Katschanowa      | 500 m        | 37,65 s      | 8            |
| Darja Katschanowa      | 1000 m       | 1:15,649 min | 9            |
| Jelisaweta Golubewa    | 1500 m       | 1:55,30 min  | 7            |
| Anastassija Grigorjewa | ohne Einsatz | ohne Einsatz | ohne Einsatz |
| Jewgenija Lalenkowa    | 1500 m       | 1:55,74 min  | 9            |
| Jewgenija Lalenkowa    | 3000 m       | 4:03,42 min  | 10           |
| Jelena Sochrjakowa     | 1500 m       | 1:59,58 min  | 22           |
| Natalja Woronina       | 3000 m       | 4:03,84 min  | 11           |
| Natalja Woronina       | 5000 m       | 6:56,99 min  | 6            |
| Männer                 |              |              |              |
| Artjom Arefjew         | 500 m        | 34,56 s      | 7            |
| Ruslan Muraschow       | 500 m        | 34,63 s      | 10           |
| Pawel Kulischnikow     | 1000 m       | 1:08,87 min  | 11           |
| Daniil Aldoschkin      | 1500 m       | 1:46,33 min  | 14           |
| Wiktor Muschtakow      | 500 m        | 34,60 s      | 9            |
| Wiktor Muschtakow      | 1000 m       | 1:08,74 min  | 8            |
| Alexander Rumjanzew    | 5000 m       | 6:15,02 min  | 6            |
| Alexander Rumjanzew    | 10.000 m     | 12:51,33 min | 5            |
| Ruslan Sacharow        | 1500 m       | 1:46,46 min  | 15           |
| Ruslan Sacharow        | 5000 m       | 6:21,00 min  | 14           |
| Sergei Trofimow        | 1500 m       | 1:45,32 min  | 8            |
| Sergei Trofimow        | 5000 m       | 6:10,27 min  | 4            |

| Athleten            | Wettbewerbe | Halbfinale | Halbfinale | Finale        | Finale        | Rang |
| Athleten            | Wettbewerbe | Punkte     | Rang       | Punkte        | Rang          | Rang |
| ------------------- | ----------- | ---------- | ---------- | ------------- | ------------- | ---- |
| Frauen              |             |            |            |               |               |      |
| Jelisaweta Golubewa | Massenstart | 1          | 9          | DNF           | DNF           | 15   |
| Jelena Sochrjakowa  | Massenstart | 2          | 10         | ausgeschieden | ausgeschieden | 19   |
| Männer              |             |            |            |               |               |      |
| Daniil Aldoschkin   | Massenstart | 6          | 5          | 6             | 5             | 5    |
| Ruslan Sacharow     | Massenstart | DNF        | 15         | ausgeschieden | ausgeschieden | 29   |

| Athleten                                                 | Wettbewerbe    | Viertelfinale | Viertelfinale | Halbfinale         | Halbfinale  | Finale      | Finale                | Rang   |
| Athleten                                                 | Wettbewerbe    | Gegner        | Zeit          | Gegner             | Zeit        | Gegner      | Zeit                  | Rang   |
| -------------------------------------------------------- | -------------- | ------------- | ------------- | ------------------ | ----------- | ----------- | --------------------- | ------ |
| Frauen                                                   |                |               |               |                    |             |             |                       |        |
| Jelisaweta Golubewa Jewgenija Lalenkowa Natalja Woronina | Teamverfolgung | —             | 2:57,66 min   | Japan              | 3:05,92 min | Niederlande | B-Finale: 2:58,66 min | 4      |
| Männer                                                   |                |               |               |                    |             |             |                       |        |
| Daniil Aldoschkin Ruslan Sacharow                        | Teamverfolgung | —             | 3:38,67 min   | Vereinigte Staaten | 3:36,62 min | Norwegen    | 3:40,46 min           | Silber |

### Freestyle-Skiing
| Athleten                                     | Wettbewerbe  | Qualifikation | Qualifikation | Finale        | Finale        | Finale        | Finale        | Rang   |
| Athleten                                     | Wettbewerbe  | Qualifikation | Qualifikation | Runde 1       | Runde 1       | Runde 2       | Runde 2       | Rang   |
| Athleten                                     | Wettbewerbe  | Punkte        | Rang          | Punkte        | Rang          | Punkte        | Rang          | Rang   |
| -------------------------------------------- | ------------ | ------------- | ------------- | ------------- | ------------- | ------------- | ------------- | ------ |
| Frauen                                       |              |               |               |               |               |               |               |        |
| Ljubow Nikitina                              | Aerials      | 69,30         | 21            | ausgeschieden | ausgeschieden | ausgeschieden | ausgeschieden | 21     |
| Jessenija Pantjuchowa                        | Aerials      | 82,84         | 11            | 78,75         | 9             | ausgeschieden | ausgeschieden | 9      |
| Anastassija Prytkowa                         | Aerials      | 78,43         | 16            | ausgeschieden | ausgeschieden | ausgeschieden | ausgeschieden | 16     |
| Männer                                       |              |               |               |               |               |               |               |        |
| Ilja Burow                                   | Aerials      | 120,36        | 9             | 129,50        | 1             | 114,93        | 3             | Bronze |
| Maxim Burow                                  | Aerials      | 113,28        | 16            | ausgeschieden | ausgeschieden | ausgeschieden | ausgeschieden | 16     |
| Stanislaw Nikitin                            | Aerials      | 119,47        | 10            | 119,00        | 10            | ausgeschieden | ausgeschieden | 10     |
| Mixed                                        |              |               |               |               |               |               |               |        |
| Ljubow Nikitina Ilja Burow Stanislaw Nikitin | Aerials Team | —             | —             | 295,97        | 5             | ausgeschieden | ausgeschieden | 5      |

| Athleten             | Wettbewerbe | Qualifikation | Qualifikation | Finale        | Finale        | Rang |
| Athleten             | Wettbewerbe | Punkte        | Rang          | Punkte        | Rang          | Rang |
| -------------------- | ----------- | ------------- | ------------- | ------------- | ------------- | ---- |
| Frauen               |             |               |               |               |               |      |
| Alexandra Glaskowa   | Halfpipe    | 69,25         | 14            | ausgeschieden | ausgeschieden | 14   |
| Xenija Orlowa        | Big Air     | 114,75        | 19            | ausgeschieden | ausgeschieden | 19   |
| Xenija Orlowa        | Slopestyle  | 45,31         | 21            | ausgeschieden | ausgeschieden | 21   |
| Anastassija Tatalina | Big Air     | 163,25        | 3             | 122,50        | 10            | 10   |
| Anastassija Tatalina | Slopestyle  | 72,03         | 5             | 75,51         | 4             | 4    |

| Athleten                | Wettbewerbe | Qualifikation | Qualifikation | Qualifikation | Qualifikation | Finale        | Finale        | Finale        | Finale        | Finale        | Finale        | Rang   |
| Athleten                | Wettbewerbe | Runde 1       | Runde 1       | Runde 2       | Runde 2       | Runde 1       | Runde 1       | Runde 2       | Runde 2       | Runde 3       | Runde 3       | Rang   |
| Athleten                | Wettbewerbe | Punkte        | Rang          | Punkte        | Rang          | Punkte        | Rang          | Punkte        | Rang          | Punkte        | Rang          | Rang   |
| ----------------------- | ----------- | ------------- | ------------- | ------------- | ------------- | ------------- | ------------- | ------------- | ------------- | ------------- | ------------- | ------ |
| Frauen                  |             |               |               |               |               |               |               |               |               |               |               |        |
| Wiktorija Lasarenko     | Buckelpiste | 29,65         | 25            | 65,77         | 13            | ausgeschieden | ausgeschieden | ausgeschieden | ausgeschieden | ausgeschieden | ausgeschieden | 23     |
| Anastassija Perwuschina | Buckelpiste | 59,97         | 22            | 63,97         | 14            | ausgeschieden | ausgeschieden | ausgeschieden | ausgeschieden | ausgeschieden | ausgeschieden | 24     |
| Anastassija Smirnowa    | Buckelpiste | 73,01         | 8             | –             | –             | 73,76         | 10            | 78,64         | 4             | 77,72         | 3             | Bronze |
| Polina Tschudinowa      | Buckelpiste | 66,77         | 17            | 70,93         | 5             | 70,36         | 17            | ausgeschieden | ausgeschieden | ausgeschieden | ausgeschieden | 17     |
| Männer                  |             |               |               |               |               |               |               |               |               |               |               |        |
| Nikita Andrejew         | Buckelpiste | 67,39         | 27            | 74,62         | 9             | 76,95         | 8             | DNF           | DNF           | ausgeschieden | ausgeschieden | 12     |
| Nikita Nowizki          | Buckelpiste | 74,71         | 13            | 75,65         | 6             | 75,88         | 13            | ausgeschieden | ausgeschieden | ausgeschieden | ausgeschieden | 13     |

| Athleten               | Wettbewerbe | Qualifikation | Qualifikation | Achtelfinale | Viertelfinale | Halbfinale    | Finale        | Rang   |
| Athleten               | Wettbewerbe | Zeit          | Rang          | Rang         | Rang          | Rang          | Rang          | Rang   |
| ---------------------- | ----------- | ------------- | ------------- | ------------ | ------------- | ------------- | ------------- | ------ |
| Frauen                 |             |               |               |              |               |               |               |        |
| Jekaterina Malzewa     | Skicross    | 1:19,45 min   | 14            | 3            | ausgeschieden | ausgeschieden | ausgeschieden | 19     |
| Jelisaweta Ponkratowa  | Skicross    | 1:19,56 min   | 17            | 3            | ausgeschieden | ausgeschieden | ausgeschieden | 21     |
| Natalja Scherina       | Skicross    | 1:19,49 min   | 15            | 3            | ausgeschieden | ausgeschieden | ausgeschieden | 20     |
| Anastassija Tschirzowa | Skicross    | 1:21,53 min   | 22            | 2            | 4             | ausgeschieden | ausgeschieden | 16     |
| Männer                 |             |               |               |              |               |               |               |        |
| Igor Omelin            | Skicross    | 1:12,28 min   | 2             | 1            | 4             | ausgeschieden | ausgeschieden | 13     |
| Sergei Ridsik          | Skicross    | 1:13,95 min   | 29            | 1            | 1             | 2             | 3             | Bronze |
| Kirill Syssojew        | Skicross    | 1:13,36 min   | 20            | 4            | ausgeschieden | ausgeschieden | ausgeschieden | 25     |

### Nordische Kombination
| Athlet              | Wettbewerb                        | Skispringen | Skispringen | Skispringen | Langlauf    | Langlauf | Rang |
| Athlet              | Wettbewerb                        | Weite       | Punkte      | Rang        | Zeit        | Rang     | Rang |
| ------------------- | --------------------------------- | ----------- | ----------- | ----------- | ----------- | -------- | ---- |
| Männer              |                                   |             |             |             |             |          |      |
| Wjatscheslaw Barkow | Gundersen-Wettkampf Normalschanze | 78,0 m      | 61,6        | 41          | 30:54,2 min | 38       | 38   |
| Wjatscheslaw Barkow | Gundersen-Wettkampf Großschanze   | 103,0 m     | 53,3        | 44          | 32:56,9 min | 41       | 41   |
| Artjom Galunin      | Gundersen-Wettkampf Normalschanze | 77,0 m      | 66,8        | 39          | 31:38,8 min | 39       | 39   |
| Artjom Galunin      | Gundersen-Wettkampf Großschanze   | 108,5 m     | 58,0        | 42          | 33:22,2 min | 42       | 42   |
| Samir Mastijew      | Gundersen-Wettkampf Normalschanze | 72,0 m      | 47,8        | 44          | 31:59,0 min | 40       | 40   |
| Samir Mastijew      | Gundersen-Wettkampf Großschanze   | 86,5 m      | 20,4        | 48          | 36:07,4 min | 46       | 46   |

### Rennrodeln
| Athlet                                                                | Wettbewerb   | Lauf 1       | Lauf 1 | Lauf 2        | Lauf 2        | Lauf 3        | Lauf 3        | Lauf 4        | Lauf 4        | Gesamt        | Gesamt        |
| Athlet                                                                | Wettbewerb   | Zeit         | Rang   | Zeit          | Rang          | Zeit          | Rang          | Zeit          | Rang          | Zeit          | Rang          |
| --------------------------------------------------------------------- | ------------ | ------------ | ------ | ------------- | ------------- | ------------- | ------------- | ------------- | ------------- | ------------- | ------------- |
| Frauen                                                                |              |              |        |               |               |               |               |               |               |               |               |
| Wiktorija Demtschenko                                                 | Einsitzer    | 58,869 s     | 7      | 1:03,466 min  | 33            | 58,838 s      | 9             | ausgeschieden | ausgeschieden | 3:01,173 min  | 28            |
| Tatjana Iwanowa                                                       | Einsitzer    | 58,733 s     | 5      | 58,683 s      | 4             | 58,461 s      | 3             | 58,630 s      | 5             | 3:54,507 min  | Bronze        |
| Jekaterina Katnikowa                                                  | Einsitzer    | DNF          | DNF    | ausgeschieden | ausgeschieden | ausgeschieden | ausgeschieden | ausgeschieden | ausgeschieden | ausgeschieden | ausgeschieden |
| Männer                                                                |              |              |        |               |               |               |               |               |               |               |               |
| Roman Repilow                                                         | Einsitzer    | 57,594 s     | 8      | 58,679 s      | 16            | 57,714 s      | 9             | 57,647 s      | 8             | 3:51,634 min  | 9             |
| Semjon Pawlitschenko                                                  | Einsitzer    | 57,786 s     | 11     | 58,115 s      | 10            | 57,955 s      | 13            | 57,793 s      | 11            | 3:51,649 min  | 10            |
| Alexander Gorbazewitsch                                               | Einsitzer    | 58,139 s     | 16     | 58,339 s      | 13            | 58,080 s      | 14            | 58,043 s      | 15            | 3:52,601 min  | 14            |
| Andrei Bogdanow Juri Prochorow                                        | Doppelsitzer | 59,376 s     | 11     | 59,132 s      | 11            | —             | —             | —             | —             | 1:58,508 min  | 10            |
| Alexander Denissjew Wladislaw Antonow                                 | Doppelsitzer | 59,040 s     | 9      | 58,953 s      | 6             | —             | —             | —             | —             | 1:57,993 min  | 8             |
| Mixed                                                                 |              |              |        |               |               |               |               |               |               |               |               |
| Tatjana Iwanowa Roman Repilow Alexander Denissjew / Wladislaw Antonow | Teamstaffel  | 3:04,667 min | 4      | —             | —             | —             | —             | —             | —             | 3:04,667 min  | 4             |

### Shorttrack
| Athlet                                                                          | Wettbewerb     | Vorlauf      | Vorlauf      | Viertelfinale | Viertelfinale | Halbfinale    | Halbfinale    | Finale A/B       | Finale A/B    | Rang         |
| Athlet                                                                          | Wettbewerb     | Zeit         | Rang         | Zeit          | Rang          | Zeit          | Rang          | Zeit             | Rang          | Rang         |
| ------------------------------------------------------------------------------- | -------------- | ------------ | ------------ | ------------- | ------------- | ------------- | ------------- | ---------------- | ------------- | ------------ |
| Frauen                                                                          |                |              |              |               |               |               |               |                  |               |              |
| Jekaterina Jefremenkowa                                                         | 500 m          | 43,140 s     | 4            | ausgeschieden | ausgeschieden | ausgeschieden | ausgeschieden | ausgeschieden    | ausgeschieden | 25           |
| Jekaterina Jefremenkowa                                                         | 1000 m         | 1:29,734 min | 2            | 1:29,434 min  | 3             | ausgeschieden | ausgeschieden | ausgeschieden    | ausgeschieden | 12           |
| Jekaterina Jefremenkowa                                                         | 1500 m         | —            | —            | keine Zeit    | 6             | ausgeschieden | ausgeschieden | ausgeschieden    | ausgeschieden | 33           |
| Sofja Proswirnowa                                                               | 500 m          | 43,331 s     | 2            | PEN           | PEN           | ausgeschieden | ausgeschieden | ausgeschieden    | ausgeschieden | 18           |
| Sofja Proswirnowa                                                               | 1000 m         | PEN          | PEN          | ausgeschieden | ausgeschieden | ausgeschieden | ausgeschieden | ausgeschieden    | ausgeschieden | PEN          |
| Sofja Proswirnowa                                                               | 1500 m         | —            | —            | 2:19,432 min  | 3             | 2:22,546 min  | 5             | ausgeschieden    | ausgeschieden | 15           |
| Wera Rasskassowa                                                                | ohne Einsatz   | ohne Einsatz | ohne Einsatz | ohne Einsatz  | ohne Einsatz  | ohne Einsatz  | ohne Einsatz  | ohne Einsatz     | ohne Einsatz  | ohne Einsatz |
| Jelena Serjogina                                                                | 500 m          | 43,605 s     | 2            | 43,712 s      | 2             | 42,685 s      | 3             | 42,972 s (B)     | 1             | 6            |
| Anna Wostrikowa                                                                 | 1000 m         | 1:28,290 min | 3            | 1:30,021 min  | 4             | ausgeschieden | ausgeschieden | ausgeschieden    | ausgeschieden | 16           |
| Anna Wostrikowa                                                                 | 1500 m         | —            | —            | 2:21,113 min  | 2             | 2:20,705 min  | 7             | ausgeschieden    | ausgeschieden | 19           |
| Sofja Proswirnowa Jekaterina Jefremenkowa Jelena Serjogina Anna Wostrikowa      | 3000 m Staffel | —            | —            | —             | —             | 4:06,064 min  | 3             | PEN (B)          | PEN (B)       | 7            |
| Männer                                                                          |                |              |              |               |               |               |               |                  |               |              |
| Denis Airapetjan                                                                | 1000 m         | PEN          | PEN          | ausgeschieden | ausgeschieden | ausgeschieden | ausgeschieden | ausgeschieden    | ausgeschieden | PEN          |
| Denis Airapetjan                                                                | 1500 m         | —            | —            | 2:09,776 min  | 3             | 2:10,773 min  | 3             | 2:18,076 min (B) | 2             | 12           |
| Semjon Jelistratow                                                              | 1000 m         | 1:24,077 min | 3            | ausgeschieden | ausgeschieden | ausgeschieden | ausgeschieden | ausgeschieden    | ausgeschieden | 21           |
| Semjon Jelistratow                                                              | 1500 m         | —            | —            | 2:15,094 min  | 2             | 2:13,229 min  | 2             | 2:09,267 min (A) | 3             | Bronze       |
| Konstantin Iwlijew                                                              | 500 m          | 40,272 s     | 1            | 40,351 s      | 1             | 40,655 s      | 1             | 40,431 s (A)     | 2             | Silber       |
| Pawel Sitnikow                                                                  | 500 m          | 40,591 s     | 2            | 40,643 s      | 2             | 40,848 s      | 3             | 41,217 s (B)     | 2             | 7            |
| Daniil Jeibog                                                                   | 1500 m         | —            | —            | 2:16,975 min  | 4             | ausgeschieden | ausgeschieden | ausgeschieden    | ausgeschieden | 24           |
| Semjon Jelistratow Konstantin Iwlijew Pawel Sitnikow Denis Airapetjan           | 5000 m Staffel | —            | —            | —             | —             | 6:37,925 min  | 2             | 6:43,440 min (A) | 4             | 4            |
| Mixed                                                                           |                |              |              |               |               |               |               |                  |               |              |
| Sofja Proswirnowa Jekaterina Jefremenkowa Semjon Jelistratow Konstantin Iwlijew | 2000 m Staffel | —            | —            | 2:38,445 min  | 2             | PEN           | PEN           | ausgeschieden    | ausgeschieden | 7            |

### Skeleton
| Athlet                 | Wettbewerbe | Lauf 1      | Lauf 1 | Lauf 2      | Lauf 2 | Lauf 3      | Lauf 3 | Lauf 4      | Lauf 4        | Gesamt        | Gesamt |
| Athlet                 | Wettbewerbe | Zeit        | Rang   | Zeit        | Rang   | Zeit        | Rang   | Zeit        | Rang          | Zeit          | Rang   |
| ---------------------- | ----------- | ----------- | ------ | ----------- | ------ | ----------- | ------ | ----------- | ------------- | ------------- | ------ |
| Frauen                 |             |             |        |             |        |             |        |             |               |               |        |
| Julija Kanakina        | Einzel      | 1:02,56 min | 11     | 1:02,95 min | 13     | 1:02,24 min | 9      | 1:02,34 min | 10            | 4:10,09 min   | 11     |
| Jelena Nikitina        | Einzel      | 1:02,92 min | 18     | 1:03,07 min | 17     | 1:02,51 min | 15     | 1:02,37 min | 12            | 4:10,87 min   | 16     |
| Alina Tararytschenkowa | Einzel      | 1:02,74 min | 16     | 1:02,86 min | 11     | 1:02,43 min | 13     | 1:02,79 min | 17            | 4:10,82 min   | 15     |
| Männer                 |             |             |        |             |        |             |        |             |               |               |        |
| Daniil Romanow         | Einzel      | 1:02,47 min | 24     | 1:02,60 min | 23     | 1:02,20 min | 23     | 3:07,27 min | ausgeschieden | ausgeschieden | 23     |
| Jewgeni Rukossujew     | Einzel      | 1:00,48 min | 4      | 1:00,72 min | 6      | 1:00,56 min | 7      | 1:00,64 min | 8             | 4:02,40 min   | 6      |
| Alexander Tretjakow    | Einzel      | 1:00,36 min | 2      | 1:00,84 min | 8      | 1:00,37 min | 3      | 1:00,42 min | 4             | 4:01,99 min   | 4      |

### Ski Alpin
| Athleten                | Wettbewerbe  | 1. Lauf     | 2. Lauf       | Gesamt        | Gesamt        |
| Athleten                | Wettbewerbe  | Zeit        | Zeit          | Zeit          | Rang          |
| ----------------------- | ------------ | ----------- | ------------- | ------------- | ------------- |
| Frauen                  |              |             |               |               |               |
| Anastasija Gornostajewa | Slalom       | 56,39 s     | 55,11 s       | 1:51,50 min   | 33            |
| Polina Melnikowa        | Riesenslalom | 1:04,13 min | 1:03,07 min   | 2:07,20 min   | 32            |
| Polina Melnikowa        | Slalom       | 56,86 s     | 55,88 s       | 1:52,74 min   | 36            |
| Julija Pleschkowa       | Abfahrt      | —           | —             | 1:34,48 min   | 20            |
| Julija Pleschkowa       | Kombination  | 1:33,54 min | 57,16 s       | 2:30,70 min   | 10            |
| Julija Pleschkowa       | Riesenslalom | 1:02,01 min | 1:01,31 min   | 2:03,32 min   | 27            |
| Julija Pleschkowa       | Super-G      | —           | —             | 1:15,26 min   | 18            |
| Jekaterina Tkatschenko  | Riesenslalom | 55,97 s     | 54,71 s       | 1:50,68 min   | 25            |
| Jekaterina Tkatschenko  | Slalom       | 1:01,55 min | 1:00,86 min   | 2:02,41 min   | 31            |
| Männer                  |              |             |               |               |               |
| Alexander Andrijenko    | Riesenslalom | DNF         | ausgeschieden | ausgeschieden | ausgeschieden |
| Alexander Andrijenko    | Slalom       | 57,47 s     | 53,70 s       | 1:51,17 min   | 26            |
| Alexander Choroschilow  | Slalom       | 54,63 s     | 50,54 s       | 1:45,17 min   | 10            |
| Iwan Kusnezow           | Riesenslalom | DNF         | ausgeschieden | ausgeschieden | ausgeschieden |
| Iwan Kusnezow           | Slalom       | DNF         | ausgeschieden | ausgeschieden | ausgeschieden |

| Athleten                                                                    | Wettbewerbe           | Achtelfinale | Achtelfinale | Viertelfinale | Viertelfinale | Halbfinale    | Halbfinale    | Finale/Platz 3 | Finale/Platz 3 | Rang |
| Athleten                                                                    | Wettbewerbe           | Gegner       | Punkte       | Gegner        | Punkte        | Gegner        | Punkte        | Gegner         | Punkte         | Rang |
| --------------------------------------------------------------------------- | --------------------- | ------------ | ------------ | ------------- | ------------- | ------------- | ------------- | -------------- | -------------- | ---- |
| Mixed                                                                       |                       |              |              |               |               |               |               |                |                |      |
| Julija Pleschkowa Iwan Kusnezow Jekaterina Tkatschenko Alexander Andrijenko | Mannschaftswettbewerb | Italien      | 1:3          | ausgeschieden | ausgeschieden | ausgeschieden | ausgeschieden | ausgeschieden  | ausgeschieden  | 11   |

### Skilanglauf
| Athleten                                                              | Wettbewerbe       | Zeit        | Rang   |
| --------------------------------------------------------------------- | ----------------- | ----------- | ------ |
| Frauen                                                                |                   |             |        |
| Marija Istomina                                                       | 30 km Freier Stil | 1:28:00,1 h | 9      |
| Natalja Neprjajewa                                                    | 10 km Klassisch   | 28:37,9 min | 4      |
| Natalja Neprjajewa                                                    | 15 km Skiathlon   | 44:43,9 min | Silber |
| Natalja Neprjajewa                                                    | 30 km Freier Stil | DNF         | DNF    |
| Anastassija Rygalina                                                  | 15 km Skiathlon   | 45:30,9 min | 8      |
| Anastassija Rygalina                                                  | 30 km Freier Stil | 1:31:22,1 h | 17     |
| Tatjana Sorina                                                        | 10 km Klassisch   | 29:17,4 min | 10     |
| Tatjana Sorina                                                        | 15 km Skiathlon   | 46:31,3 min | 11     |
| Tatjana Sorina                                                        | 30 km Freier Stil | 1:27:31,2 h | 5      |
| Julija Stupak                                                         | 10 km Klassisch   | 29:03,8 min | 7      |
| Julija Stupak                                                         | 15 km Skiathlon   | 48:27,5 min | 24     |
| Lilija Wassiljewa                                                     | 10 km Klassisch   | 29:32,4 min | 15     |
| Julija Stupak Natalja Neprjajewa Tatjana Sorina Weronika Stepanowa    | 4 × 5-km-Staffel  | 53:41,0 min | Gold   |
| Männer                                                                |                   |             |        |
| Alexander Bolschunow                                                  | 15 km Klassisch   | 38:18,0 min | Silber |
| Alexander Bolschunow                                                  | 30 km Skiathlon   | 1:16:09,8 h | Gold   |
| Alexander Bolschunow                                                  | 50 km Freier Stil | 1:11:32,7 h | Gold   |
| Iwan Jakimuschkin                                                     | 15 km Klassisch   | 39:52,6 min | 13     |
| Iwan Jakimuschkin                                                     | 50 km Freier Stil | 1:11:38,2 h | Silber |
| Artjom Malzew                                                         | 30 km Skiathlon   | 1:20:04,6 h | 9      |
| Artjom Malzew                                                         | 50 km Freier Stil | 1:11:43,4 h | 4      |
| Ilja Semikow                                                          | 15 km Klassisch   | 39:34,7 min | 9      |
| Denis Spizow                                                          | 30 km Skiathlon   | 1:17:20,8 h | Silber |
| Denis Spizow                                                          | 50 km Freier Stil | 1:11:58,9 h | 6      |
| Alexei Tscherwotkin                                                   | 15 km Klassisch   | 38:51,7 min | 5      |
| Alexei Tscherwotkin                                                   | 30 km Skiathlon   | 1:24:59,5 h | 36     |
| Alexei Tscherwotkin Alexander Bolschunow Denis Spizow Sergei Ustjugow | 4 × 10-km-Staffel | 1:54:50,7 h | Gold   |

| Athleten                                 | Wettbewerbe | Qualifikation | Qualifikation | Viertelfinale | Viertelfinale | Halbfinale    | Halbfinale    | Finale        | Finale        | Rang   |
| Athleten                                 | Wettbewerbe | Zeit          | Rang          | Zeit          | Rang          | Zeit          | Rang          | Zeit          | Rang          | Rang   |
| ---------------------------------------- | ----------- | ------------- | ------------- | ------------- | ------------- | ------------- | ------------- | ------------- | ------------- | ------ |
| Frauen                                   |             |               |               |               |               |               |               |               |               |        |
| Christina Mazokina                       | Sprint      | 3:29,64 min   | 45            | ausgeschieden | ausgeschieden | ausgeschieden | ausgeschieden | ausgeschieden | ausgeschieden | 45     |
| Natalja Neprjajewa                       | Sprint      | 3:21,76 min   | 20            | 3:21,34 min   | 3             | ausgeschieden | ausgeschieden | ausgeschieden | ausgeschieden | 14     |
| Weronika Stepanowa                       | Sprint      | 3:20,41 min   | 12            | 3:18,09 min   | 1             | 3:16,22 min   | 3             | ausgeschieden | ausgeschieden | 7      |
| Julija Stupak                            | Sprint      | 3:17,01 min   | 4             | 3:18,65 min   | 4             | ausgeschieden | ausgeschieden | ausgeschieden | ausgeschieden | 16     |
| Julija Stupak Natalja Neprjajewa         | Team-Sprint | —             | —             | —             | —             | 23:00,47 min  | 1             | 22:10,56 min  | 3             | Bronze |
| Männer                                   |             |               |               |               |               |               |               |               |               |        |
| Alexander Bolschunow                     | Sprint      | DNS           | DNS           | DNS           | DNS           | DNS           | DNS           | DNS           | DNS           | DNS    |
| Artjom Malzew                            | Sprint      | 2:50,90 min   | 10            | 2:50,37 min   | 2             | 2:51,50 min   | 4             | 3:01,65 min   | 5             | 5      |
| Alexander Terentjew                      | Sprint      | 2:50,92 min   | 12            | 2:57,93 min   | 2             | 2:50,67 min   | 1             | 2:59,37 min   | 3             | Bronze |
| Sergei Ustjugow                          | Sprint      | 2:46,51 min   | 2             | 2:51,94 min   | 2             | 2:52,35 min   | 4             | ausgeschieden | ausgeschieden | 8      |
| Alexander Bolschunow Alexander Terentjew | Team-Sprint | —             | —             | —             | —             | 20:07,85 min  | 5             | 19:27,28 min  | 3             | Bronze |

### Skispringen
| Athleten                                                     | Wettbewerb               | Qualifikation | Qualifikation | Qualifikation | 1. Durchgang | 1. Durchgang | 1. Durchgang | 2. Durchgang  | 2. Durchgang  | 2. Durchgang  | Gesamt        | Gesamt        |
| Athleten                                                     | Wettbewerb               | Weite         | Punkte        | Rang          | Weite        | Punkte       | Rang         | Weite         | Punkte        | Rang          | Punkte        | Rang          |
| ------------------------------------------------------------ | ------------------------ | ------------- | ------------- | ------------- | ------------ | ------------ | ------------ | ------------- | ------------- | ------------- | ------------- | ------------- |
| Frauen                                                       |                          |               |               |               |              |              |              |               |               |               |               |               |
| Irina Awwakumowa                                             | Normalschanze            | —             | —             | —             | 95,0 m       | 99,6         | 9            | 89,5 m        | 96,7          | 8             | 196,3         | 7             |
| Alexandra Kustowa                                            | Normalschanze            | —             | —             | —             | 88,0 m       | 81,4         | 20           | 85,0 m        | 90,0          | 13            | 171,4         | 17            |
| Irma Machinja                                                | Normalschanze            | —             | —             | —             | 90,0 m       | 85,4         | 17           | 90,0 m        | 95,5          | 9             | 180,9         | 10            |
| Sofja Tichonowa                                              | Normalschanze            | —             | —             | —             | 78,5 m       | 70,3         | 27           | 83,0 m        | 76,5          | 23            | 146,8         | 26            |
| Männer                                                       |                          |               |               |               |              |              |              |               |               |               |               |               |
| Jewgeni Klimow                                               | Normalschanze            | 95,5 m        | 99,5          | 14            | 104,0 m      | 135,0        | 4            | 100,0 m       | 126,5         | 7             | 261,5         | 5             |
| Jewgeni Klimow                                               | Großschanze              | 130,0 m       | 119,5         | 13            | 133,0 m      | 126,8        | 22           | 132,5 m       | 128,7         | 21            | 255,5         | 19            |
| Ilja Mankow                                                  | ohne Einsatz             | ohne Einsatz  | ohne Einsatz  | ohne Einsatz  | ohne Einsatz | ohne Einsatz | ohne Einsatz | ohne Einsatz  | ohne Einsatz  | ohne Einsatz  | ohne Einsatz  | ohne Einsatz  |
| Michail Nasarow                                              | Normalschanze            | 86,5 m        | 81,4          | 31            | 97,0 m       | 181,1        | 32           | ausgeschieden | ausgeschieden | ausgeschieden | 181,1         | 32            |
| Michail Nasarow                                              | Großschanze              | 124,5 m       | 112,6         | 21            | 127,5 m      | 118,4        | 34           | ausgeschieden | ausgeschieden | ausgeschieden | ausgeschieden | ausgeschieden |
| Danil Sadrejew                                               | Normalschanze            | 92,5 m        | 97,0          | 18            | 107,5 m      | 134,1        | 7            | 98,0 m        | 125,3         | 11            | 259,4         | 8             |
| Danil Sadrejew                                               | Großschanze              | 136,5 m       | 127,3         | 5             | 134,0 m      | 130,2        | 14           | 133,5 m       | 129,5         | 19            | 259,7         | 16            |
| Roman Trofimow                                               | Normalschanze            | 86,0 m        | 80,0          | 33            | 97,5 m       | 120,8        | 29           | 98,0 m        | 123,9         | 14            | 244,7         | 23            |
| Roman Trofimow                                               | Großschanze              | 123,5 m       | 116,0         | 16            | 133,0 m      | 128,8        | 16           | 130,5 m       | 125,1         | 26            | 253,9         | 23            |
| Jewgeni Klimow Michail Nasarow Danil Sadrejew Roman Trofimow | Großschanze Mannschaft   | —             | —             | —             | 493,5 m      | 410,6        | 7            | 476,5 m       | 395,9         | 8             | 806,5         | 7             |
| Mixed                                                        |                          |               |               |               |              |              |              |               |               |               |               |               |
| Irma Machinja Danil Sadrejew Irina Awwakumowa Jewgeni Klimow | Normalschanze Mannschaft | —             | —             | —             | 378,0 m      | 448,8        | 3            | 376,5 m       | 441,5         | 4             | 890,3         | Silber        |

### Snowboard
| Athleten           | Wettbewerbe | Qualifikation | Qualifikation | Finale        | Finale        | Rang |
| Athleten           | Wettbewerbe | Punkte        | Rang          | Punkte        | Rang          | Rang |
| ------------------ | ----------- | ------------- | ------------- | ------------- | ------------- | ---- |
| Frauen             |             |               |               |               |               |      |
| Jekaterina Kosowa  | Big Air     | 63,00         | 26            | ausgeschieden | ausgeschieden | 26   |
| Männer             |             |               |               |               |               |      |
| Wladislaw Chadarin | Big Air     | 104,25        | 19            | ausgeschieden | ausgeschieden | 19   |
| Wladislaw Chadarin | Slopestyle  | 64,73         | 15            | ausgeschieden | ausgeschieden | 15   |

| Athleten             | Wettbewerbe           | Qualifikation | Qualifikation | Achtelfinale  | Achtelfinale  | Viertelfinale | Viertelfinale | Halbfinale    | Halbfinale    | Finale/Platz 3                | Finale/Platz 3 | Rang   |
| Athleten             | Wettbewerbe           | Zeit          | Rang          | Gegner        | Zeit          | Gegner        | Zeit          | Gegner        | Zeit          | Gegner                        | Zeit           | Rang   |
| -------------------- | --------------------- | ------------- | ------------- | ------------- | ------------- | ------------- | ------------- | ------------- | ------------- | ----------------------------- | -------------- | ------ |
| Frauen               |                       |               |               |               |               |               |               |               |               |                               |                |        |
| Milena Bykowa        | Parallel-Riesenslalom | DSQ           | 30            | ausgeschieden | ausgeschieden | ausgeschieden | ausgeschieden | ausgeschieden | ausgeschieden | ausgeschieden                 | ausgeschieden  | 30     |
| Sofija Nadyrschina   | Parallel-Riesenslalom | 1:27,22 min   | 4             | Dekker        | +0,03 s       | ausgeschieden | ausgeschieden | ausgeschieden | ausgeschieden | ausgeschieden                 | ausgeschieden  | 10     |
| Polina Smolenzowa    | Parallel-Riesenslalom | 1:28,16 min   | 9             | Król          | +0,16 s       | ausgeschieden | ausgeschieden | ausgeschieden | ausgeschieden | ausgeschieden                 | ausgeschieden  | 11     |
| Natalja Sobolewa     | Parallel-Riesenslalom | 1:29,94 min   | 20            | ausgeschieden | ausgeschieden | ausgeschieden | ausgeschieden | ausgeschieden | ausgeschieden | ausgeschieden                 | ausgeschieden  | 20     |
| Männer               |                       |               |               |               |               |               |               |               |               |                               |                |        |
| Dmitri Karlagatschew | Parallel-Riesenslalom | DNS           | DNS           | DNS           | DNS           | DNS           | DNS           | DNS           | DNS           | DNS                           | DNS            | DNS    |
| Dmitri Loginow       | Parallel-Riesenslalom | 1:21,69 min   | 8             | Wild          | DNF           | ausgeschieden | ausgeschieden | ausgeschieden | ausgeschieden | ausgeschieden                 | ausgeschieden  | 10     |
| Andrei Sobolew       | Parallel-Riesenslalom | 1:22,87 min   | 19            | ausgeschieden | ausgeschieden | ausgeschieden | ausgeschieden | ausgeschieden | ausgeschieden | ausgeschieden                 | ausgeschieden  | 19     |
| Vic Wild             | Parallel-Riesenslalom | 1:22,06 min   | 9             | Loginow       | DNF           | Lee           | –0,01 s       | Mastnak       | +0,48 s       | Rennen um Bronze: Fischnaller | DNF            | Bronze |

| Athleten                      | Wettbewerbe    | Qualifikation | Qualifikation | Achtelfinale | Viertelfinale | Halbfinale    | Finale        | Rang |
| Athleten                      | Wettbewerbe    | Zeit          | Rang          | Rang         | Rang          | Rang          | Rang          | Rang |
| ----------------------------- | -------------- | ------------- | ------------- | ------------ | ------------- | ------------- | ------------- | ---- |
| Frauen                        |                |               |               |              |               |               |               |      |
| Jekaterina Loktewa-Sagorskaja | Snowboardcross | 1:26,22 min   | 27            | 4            | ausgeschieden | ausgeschieden | ausgeschieden | 29   |
| Alexandra Parschina           | Snowboardcross | 1:24,76 min   | 19            | 2            | 4             | ausgeschieden | ausgeschieden | 14   |
| Kristina Paul                 | Snowboardcross | 1:24,76 min   | 10            | 3            | ausgeschieden | ausgeschieden | ausgeschieden | 17   |
| Marija Wassilzowa             | Snowboardcross | 1:25,90 min   | 25            | 3            | ausgeschieden | ausgeschieden | ausgeschieden | 23   |
| Männer                        |                |               |               |              |               |               |               |      |
| Daniil Donskich               | Snowboardcross | 1:19,36 min   | 25            | 3            | ausgeschieden | ausgeschieden | ausgeschieden | 24   |
| Mixed                         |                |               |               |              |               |               |               |      |
| Daniil Donskich Kristina Paul | Snowboardcross | —             | —             | —            | 1             | 4             | B-Finale: 4   | 8    |